# Chakia (Uttar Pradesh)
Chakia è una suddivisione dell'India, classificata come nagar panchayat, di 13.667 abitanti, situata nel distretto di Chandauli, nello stato federato dell'Uttar Pradesh. In base al numero di abitanti la città rientra nella classe IV (da 10.000 a 19.999 persone).

## Geografia fisica
La città è situata a 25° 3' 0 N e 83° 13' 0 E e ha un'altitudine di 77 m s.l.m..

## Società

### Evoluzione demografica
Al censimento del 2001 la popolazione di Chakia assommava a 13.667 persone, delle quali 7.099 maschi e 6.568 femmine. I bambini di età inferiore o uguale ai sei anni assommavano a 2.467, dei quali 1.231 maschi e 1.236 femmine. Infine, coloro che erano in grado di saper almeno leggere e scrivere erano 8.056, dei quali 4.803 maschi e 3.253 femmine.